# Fluorperchlorat
Fluorperchlorat ist eine chemische Verbindung aus der Gruppe der Perchlorate.

## Gewinnung und Darstellung
Fluorperchlorat kann durch Reaktion von Perchlorsäure mit Fluor bei tiefen Temperaturen gewonnen werden.
{\displaystyle \mathrm {HClO_{4}+F_{2}\longrightarrow ClO_{4}F+HF} }

## Eigenschaften
Fluorperchlorat ist ein farbloses, scharf sauer riechendes, sehr explosives Gas. Es explodiert häufig schon beim Schmelzen, Kondensieren oder als Gas (ähnlich wie Nitroxyfluorid NO3F) schon bei Berührung mit Staub, Fett oder Gummi. Im offenen Reagenzglas explodiert das Gas bei Berührung mit einer Flamme oder einer Funkenstrecke.

## Sicherheitshinweise
Fluorperchlorat reizt den Rachen und die Lungen. Es erzeugt lang anhaltende Atemnot.